# 90447 Emans
90447 Emans este un asteroid din centura principală de asteroizi.

## Descriere
90447 Emans este un asteroid din centura principală de asteroizi. A fost descoperit pe 28 ianuarie 2004 în cadrul proiectului CSS. Asteroidul prezintă o orbită caracterizată de o semiaxă mare de 2,32 ua, o excentricitate de 0,11 și o înclinație de 8,1° în raport cu ecliptica.